# German Tenors
Die German Tenors sind ein 1997 gegründetes Vokalensemble, damals bestehend aus Johannes Groß, Christian Polus und Luis del Rio. Polus verließ das Ensemble mittlerweile. Die Musik der German Tenors umfasst ein breites Spektrum von klassischer Musik bis zu Unterhaltungsmusik. Sie singen berühmte Opern-Arien, Belcanto, Musicalhits und Schlager. Neben Konzerten und Fernsehauftritten treten sie bei Veranstaltungen wie Fußballspielen (Eröffnung der Arena Auf Schalke) oder der Gründung von Ver.di auf.
1998 feierten sie ihre ersten großen Erfolge. Ihr Album Freunde fürs Leben mit dem von Andrew Lloyd Webber komponierten Titelsong hielt sich 11 Monate in den Top Ten der Klassik-Charts. Auftritte in Hallen und in allen musikalischen Fernsehformaten folgten. Für ihr Programm Gala der Tenöre gewannen sie den Preis „Gala Künstler des Jahres“. Bis 2006 haben sie vier Alben veröffentlicht.
Im Jahr 2001 beteiligten sie sich mit dem von Ralph Siegel geschriebenen Titel A Song for Our Friends an der deutschen Vorentscheidung zum Eurovision Song Contest und belegten den vierten Platz.

## Diskografie
- 2000: Gala der Tenöre – Freunde fürs Leben (Polydor)
- 2001: Das ist dein Tag (Polydor)
- 2003: Wenn du die Liebe liebst (Koch Unive)
- 2006: Ob blond, ob braun (German Tenors)